# Dub v ulici Vidlák
Dub v ulici Vidlák je památný dub letní (Quercus robur), který roste na kraji parčíku ležícího severně od západního konce Novozámecké ulice ve starší části Hostavic.

## Základní údaje
- rok vyhlášení: 2000
- odhadované stáří: 160 let (2002)
- obvod kmene: 340 cm (2002), 358 cm (2009)
- výška: 19 m (2002), 20 m (2009)
- výška koruny: 16 m (2009)
- šířka koruny: 16 m (2009)

## Stav stromu
Podle odborného hodnocení provedeného v roce 2009 byl stav stromu velmi dobrý. Podle fotografie z roku 2019 se nezhoršil, ulice vedoucí těsně u něj není příliš frekventovaná.

## Další zajímavosti
Parčík leží na místě někdejšího rybníčku, který podle historických map vznikl na Hostavickém potoce nedaleko bývalé návsi někdy v polovině 19. století. V té době byl pravděpodobně vysazen také dub. Rybníček byl zasypán po připojení Hostavic k Praze (1968) a úsek Hostavického potoka je tu nyní zatrubněn. 
U jižního konce parčíku je stanice autobusů pražské MHD „Hostavice“. 
Na severní straně Hostavic je údolí Rokytky a Svépravického potoka (součást Přírodního parku Klánovice-Čihadla), do kterého je možné dojít buď Pilskou ulicí kolem Hostavického zámečku a pak kolem dvojice památných dubů ve Farské ulici, nebo ulicí Vidlák, na kterou navazuje cesta k přírodní rezervaci V pískovně. 